# Mozgószabály
A mozgószabály a magyar helyesírás egyik szabálycsoportja. Az AkH.12 141. tárgyalja őket (pontosabban a lent említett három „fő” mozgószabályt). A név „mozgó” előtagja arra utal, hogy ha egy szókapcsolatba vagy összetételbe egy új tagot illesztünk, akkor az új jelentés pontos tükrözése érdekében a kötőjel, illetve a szóhatárok dinamikusan elmozdulnak.

## A nehézkes alakulatok kerülése
A mozgószabály olykor hosszú, nehézkes alakulatokat állít elő, ezért az AkH. és az OH. egyaránt a körülírt szerkezetek használatát javasolja:
- a kerekasztalkonferencia-rendezés szó helyett a kerekasztal-konferencia rendezése alakot (az első mozgószabály esetén),
- a hőrelágyulóműanyag-feldolgozás helyett a hőre lágyuló műanyagok feldolgozása alakot (a második mozgószabály esetén),
- a valuta vétel-eladás helyett pedig a valuta vétele és eladása alakot (a harmadik mozgószabály esetén).

## A három fő mozgószabály

### A) Eleve kötőjellel írt összetételek bővülésekor
Ha egy 6 szótagnál hosszabb és 2-nél több szóból álló – tehát eleve kötőjellel írt – szóösszetételhez újabb szó járul, akkor a meglévő kötőjel eltűnik az eredeti helyéről, és az új tag mellé kerül (ezáltal továbbra is a két fő összetételi tagot jelöli). Például:
- békeszerződés-tervezet + kidolgozás → békeszerződéstervezet-kidolgozás

Képlettel:
- A-B + C → AB-C vagy
- A + B-C → A-BC

Megjegyzések:
- Ez a szabály a képzőszerű utótagokra is érvényes:
  - anyagcsere-vizsgálat + -féleség → anyagcserevizsgálat-féleség.
- A nagykötőjeles összetételekre szintén alkalmazható, pl.:
  - Újpest–Sopron + labdarúgó-mérkőzés → Újpest–Sopron-labdarúgómérkőzés

#### Kivételei
Ez a mozgószabály nem hajtható végre, ha az összetétel egyik tagja olyan kötőjeles szó, ahol a kötőjelet nem a szótagszámlálás szabálya vagy egyéb mozgószabály írja elő:
- A-vitamin + hiány → A-vitamin-hiány (továbbá A-vitamin-hiány-megelőzés)
- spicc-cipő + szaküzlet → spicc-cipő-szaküzlet
- szén-monoxid + mérgezés → szén-monoxid-mérgezés (OH. 131.)
- A további példákat l. az egynél több kötőjellel írt összetételtípusok listája szócikkben.

### B) Különírt szókapcsolatok bővülésekor
Ha egy különírt szókapcsolathoz olyan szó járul, ami a kettőhöz együtt tartozik, akkor a köztük lévő szóköz eltűnik, és az új tag (a szavak hosszától függetlenül) kötőjellel fog a kettőhöz járulni. Például:
- meleg víz + csap → melegvíz-csap (’olyan csap, amiből meleg víz folyik’)
- számtan + házi feladat → számtan-házifeladat

Képlete:
- A B + C → AB-C vagy
- A + B C → A-BC

Ez a szabály az értelemtükrözés elvének egyik példája, mivel ha a szókapcsolat különírását megőriznénk, és a második tagjához illesztenénk az új tagot, a szókapcsolat mást jelentene: a meleg vízcsap nem azt a csapot jelöli, amiből meleg víz folyik, hanem a felforrósodott vízcsapot. Még szemléletesebb lehet az ortopédcipő-készítő és a (kevésbé szokványos) ortopéd cipőkészítő alakok összevetése.
Egyes alakulatoknál nincs különbség vagy csak elenyésző különbség van a mozgószabály alkalmazása nélkül, illetve az ennek alkalmazásával alkotott kifejezések jelentése között: ilyenkor mindkét írásforma megfelelő lehet, például önkormányzatiképviselő-testület és önkormányzati képviselőtestület.
A mozgószabályt olykor többször is alkalmazhatjuk egy kifejezésben, pl.
1. verseny + vitorlás hajó → verseny-vitorláshajó,
2. felnőtt + verseny-vitorláshajó → felnőtt-versenyvitorláshajó.

Ezt a mozgószabályt is érvényesítjük a képzőszerű utótagokra, pl.
- kezelési útmutató + féle → kezelésiútmutató-féle.

#### Kivételei
Kivételes különírás
Ez a fajta mozgószabály nem alkalmazható egyes összetételeknél, ahol az egyik tag tulajdonneves alakulat, tulajdonnévi betűszó, különálló betű, ill. különírt vagy kötőjeles idegen szó, így esetükben megtartjuk mindegyik tag különírását:
- maine coon + tenyésztő → maine coon tenyésztő, ugyanígy férfi eau de toilette, body building terem, rhodesian ridgeback tenyészet (OH. 133.)
- T dugó + csere → T dugó csere, ugyanígy x tengely szerkesztés, S kanyar ív (OH. 133.)
- A további példákat l. a Különírt összetételtípusok listája szócikkben.

Bizonyos szókapcsolatokat kivételesen a fenti eseteken túlmenően is különírunk, így például a férfi előtagú szerkezetek közül az alábbi ötöt:
- férfi egyes (mérkőzés), férfi nemi hormon, férfi nemi szerv, férfi páros, férfi mellúszás (OH. 133. és 115.)

Kivételes egybeírás
Némely más szavaknál hagyományosan az egybeírt forma honosodott meg, így ezeknél szintén nem alkalmazzuk a mozgószabályt: egyistenhit, egyistenhívő, egypárevezős, egypártrendszer, kétpárevezős, kétszínnyomás, sokistenhit, sokistenhívő, többistenhit, többistenhívő, többpártrendszer. (OH. 132.)
Kivételes kötőjeles írás
Egyes szavakban a mozgószabály alkalmazásával három azonos mássalhangzó kerülne egymás mellé, így esetükben a tagok teljes egybeírása helyett a kötőjeles íráshoz folyamodhatunk:
- festett tapéta + bolt → festett-tapéta-bolt (OH. 133.)

(A körülírás ilyenkor is alkalmazható, például festett tapéták boltja.)

#### Bonyolultabb esetei
A második mozgószabály az elsővel együtt is megjelenhet, pl.
- kettes fogat + fogathajtó verseny → kettes-fogathajtóverseny (OH. 133.)

Ha két jelző kapcsolódik együttesen egy közös utótaghoz, s az egyik jelző összetett szó, akkor ez az adott szókapcsolatban alkalmilag szintén összevonódhat:
- szabad demokrata, de szocialista-szabaddemokrata egyezség (OH. 133.)

### C) Közös taggal rendelkező összetételek összevonásakor
Két összetétel, amelynek valamelyik tagja azonos, mellérendelő kapcsolattá vonódhat össze, s ilyenkor a két azonos tag közé kötőjel kerül, a korábban egybeírt közös tag pedig különíródik tőlük:
- ajakhang + foghang → ajak-fog hang
- valutavétel + valutaeladás → valuta vétel-eladás

Képlete:
- AB + CB → A-C B vagy
- AB + AC → A B-C

Ez a mozgószabály az egyszerűsítő írásmód példájának tekinthető, mivel a fentiekben jelentéssűrítő összetételek jönnek létre, amelyekben azonban az egyszerűség és a jobb áttekinthetőség kedvéért nem tesszük ki a kötőjelet.
Kettőnél több tag esetén is előfordul: jég-víz-gőz rendszer (OH. 867.).

#### Kivételei
Ha a közös tag eleve kötőjeles, akkor az azonos szerepű tagok közé nagykötőjel kerül, a közös tag pedig kötőjeles marad:
- Magay-szótár + Országh-szótár → Magay–Országh-szótár (OH. 134., vö. AkH.11 178., AkH.12 264. c)), vö. Nagykötőjel-kiskötőjel biszbaszok (Korrektorblog)

A szabályt azonos utótagú számnevek összevonásakor sem érvényesítjük:
- egyszáz + kétszáz → egy-kétszáz (OH., szótár)

Ha az egyik (nem közös) tag eleve nagykötőjelet tartalmaz, akkor a mozgószabály alkalmazásakor ebből kiskötőjel lesz, és a nagykötőjel a másik (nem közös) taggal való kapcsolatot fogja jelölni. Például: angol–francia–USA jegyzék a Szovjetunióhoz, de mozgószabállyal: angol-francia-USA–szovjet jegyzékváltás (OH. 460.).

## Három további mozgószabály

### Földrajzi nevek összevonása
- Kutas-ér-parti + Alsó-csatorna → Kutasérparti-Alsó-csatorna, Délkeleti-Indiaióceáni-hátság (OH. 206.)

Ez a szabály csak a háromnál több tagú földrajzi nevekre vonatkozik, és azokra is csak akkor, ha nem egyetlen tag többszöri bővítéséből jöttek létre: a Decsi-Nagy-Holt-Duna (OH. 201., 206.) esetében például nincs összevonás.

### Kémiai nevek összevonása
- vas-szulfát-oldat + réz-szulfát-oldat → vas-szulfát–réz-szulfát oldat

### Anyagnevek összevonása
- zúzott kő + burkolat → zúzottkő burkolat (AkH.12 116.)